# Can Blanc (Clariana)
Can Blanc és una masia del nucli d'Hortoneda, al municipi de Clariana de Cardener (Solsonès), inclosa a l'Inventari del Patrimoni Arquitectònic de Catalunya.

## Situació
Es troba al nord-oest del terme municipal, a tocar de la carretera de Manresa C-55. Del punt quilomètric 74,7 de la dita carretera deriva un trencall ben senyalitzat que hi mena.

## Descripció

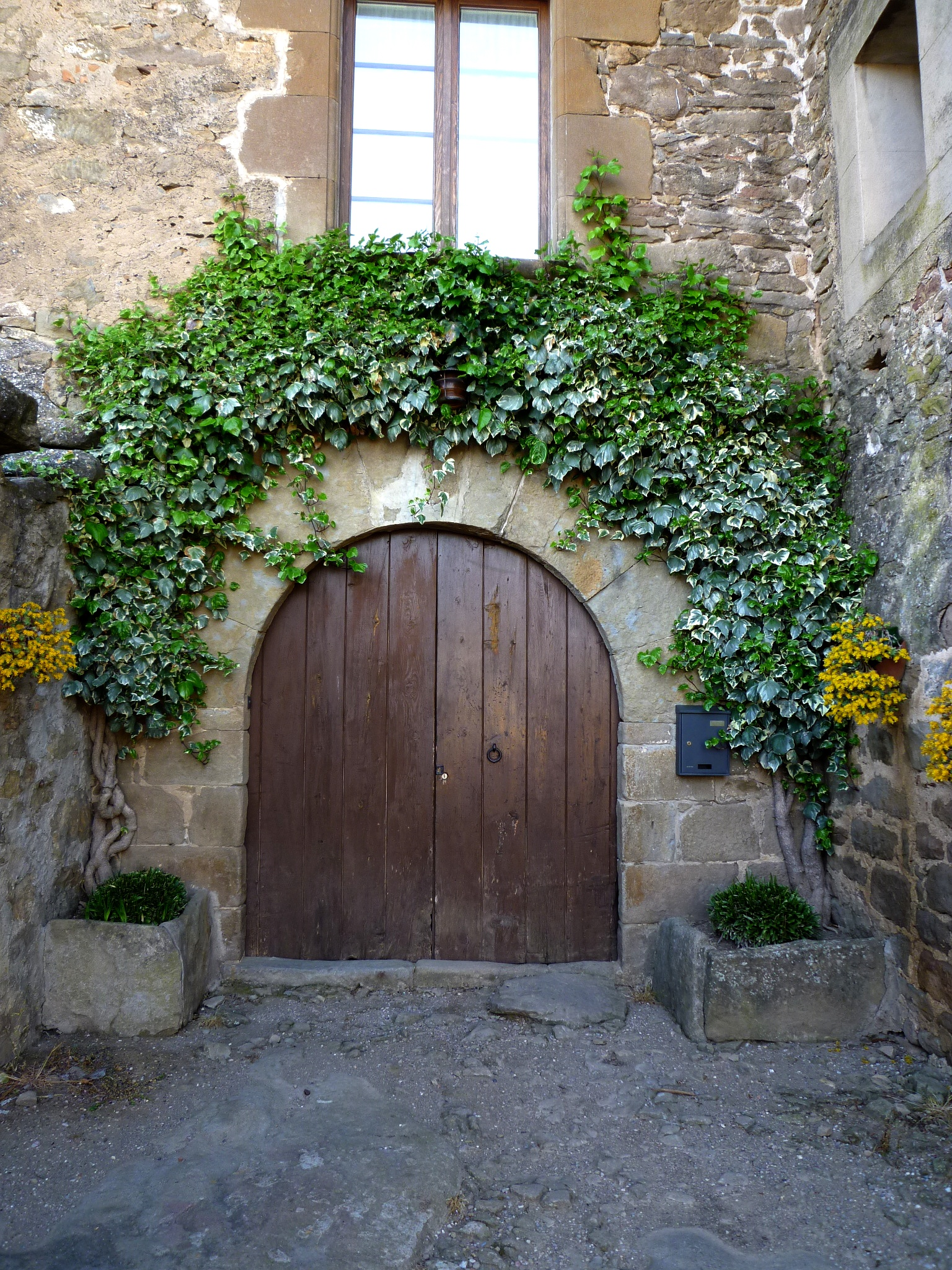
Portal

Gran masia de planta rectangular i teulada a dos vessants, orientada nord-sud, amb una sèrie d'edificis adossats a la planta primitiva, relacionats amb les transformacions que ha sofert. A la cara oest hi ha una porta d'arc de mig punt adovellada. La planta baixa té sòl de pedra i volta de canó. Al primer pis quasi totes les estances conserven el sostre de bigues i els sòls de pedra. A la paret est hi ha adossada la petita capella de Sant Pere d'Hortoneda, d'origen romànic però que ha sofert moltes reformes. El parament és de pedres irregulars excepte a les cantonades que són de pedra picada i tallada.

## Història
La masia de Can Blanc pertany a l'antiga parròquia d'Hortoneda; esmentada inicialment l'any 1060 (Orto Regis). La parròquia d'Hortoneda era del vescomtat de Cardona dins la batllia de Solsona. Al segle xiii tenia tretze masos (entre ells Can Blanc).
Al segle xiii (voltants de 1264) hi ha referències d'una mestressa de Can Blanc, Berenguera Blanca (d'aquí prové el nom del mas) que era senyora d'Hortoneda i de Golferichs.